# ناتان باندزول
ناتان باندزول (انگلیسی: Nathan Bondswell؛ زادهٔ ۱۰ فوریهٔ ۱۹۹۷) بازیکن فوتبال اهل بریتانیا است.
از باشگاه‌هایی که در آن بازی کرده‌است می‌توان به باشگاه فوتبال مورکم و باشگاه فوتبال کندال تاون اشاره کرد.